# Morgenland Festival Osnabrück
Das Morgenland Festival Osnabrück findet seit 2005 jährlich in verschiedenen Spielstätten der Stadt Osnabrück sowie im Rahmen von Gastspielen im Ausland statt. Das Festival widmet sich dem Musikgeschehen des Nahen und Mittleren Ostens. Es führte Chor- und Orchesterprojekte im Iran, Irak, Syrien, Jordanien, Kasachstan, Libanon, Türkei, Kirgisistan und den Niederlanden durch. Neben musikalischen Darbietungen von traditioneller bis zeitgenössischer Musik aus den genannten Regionen sind alternative Kulturgenres wie bildende Kunst, Tanz, Theater und interdisziplinäre Projekte Teil des Festivalprogramms.

## Geschichte

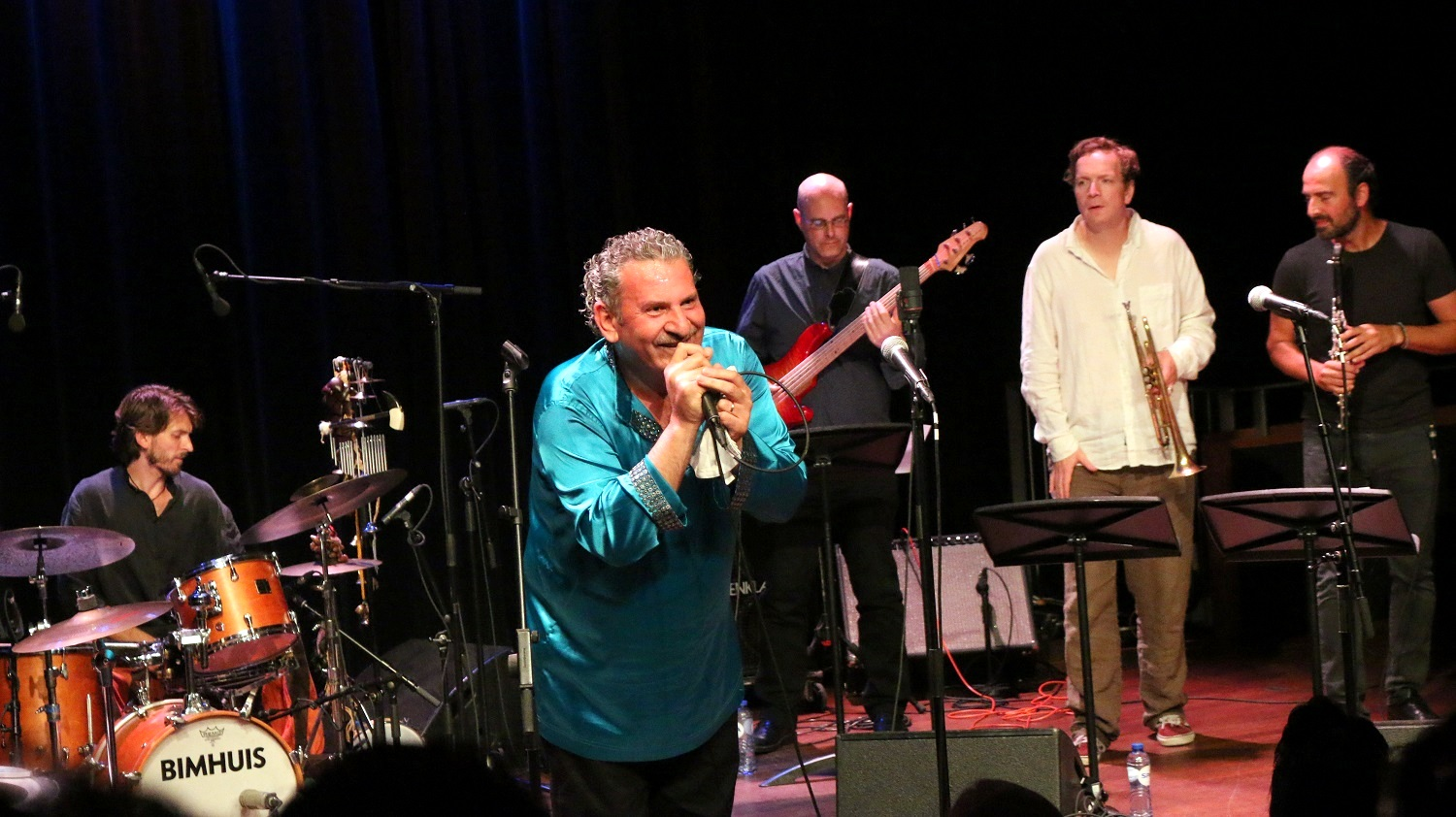
Ibrahim Keivo, syrisch-kurdischer Sänger beim Morgenland Festival Osnabrück, 2015

Das Festival wurde 2005 erstmals ausgerichtet. Initiator und Gründer ist Michael Dreyer, der es bis 2024 leitete. Seine Nachfolger sind Kinan Azmeh, der auch Gründungsmitglied der Morgenland All Star Band ist, bzw. Shabnam Parvaresh. Bei dem Festival sollen tradierte Vorstellungswelten des Orients durch musikalische Darbietungen und Begegnungen vermittelt werden. Teilnehmende Künstler erhalten Zeit und Raum, um gemeinsam Projekte zu realisieren. Das musikalische Programm wird meist erst vor Ort erarbeitet.
Neben Künstlern wie Alim Qasimov (Aserbaidschan), Dschiwan Gasparjan (Armenien), der NDR Bigband oder Salman Gambarov (Aserbaidschan) traten seit 2005 eher in Deutschland unbekannte Musiker aus dem Iran, Irak, Syrien, Pakistan, Libanon, Israel, Ägypten, Aserbaidschan, Xinjiang und der Türkei auf. Ein Höhepunkt des Festivals waren Gastspiele des Tehran Symphony Orchestra mit Werken persischer Komponisten, aber auch von Beethoven, Tschaikowsky und Frank Zappa. Außerdem kam es zu Gegenbesuchen des Osnabrücker Symphonieorchesters in Teheran sowie eine Aufführung von Bachs Johannespassion des Osnabrücker Jugendchors ebenfalls in Teheran.

## Morgenland Chamber Orchestra
Seit 2009 ist das Morgenland Chamber Orchestra feste Institution des Festivals: Deutsche Musiker erarbeiten zusammen mit Musikern der Gastländer ein gemeinsames Repertoire, das jeweils zur Eröffnung mit wechselnden Solisten aufgeführt wird. Dirigenten des Orchesters waren unter anderen Nader Mashayekhi (Iran) und Kinan Azmeh (Syrien).

## Morgenland All Star Band
Die Morgenland All Star Band wurde im Jahr 2012 gegründet und setzt sich aus den Musikern Dima Orsho (Gesang), Kinan Azmeh (Klarinette), Ibrahim Keivo (Gesang), Salman Gambarov (Klavier), Ziya Güçkan (Violine), Moslem Rahal (Ney), Rony Barrak (Darbuka), Frederik Köster (Trompete), Bodek Janke (Schlagzeug & Perkussion) und Michel Godard (Serpent) zusammen. Die Band spielte beim Morgenland Festival in Osnabrück und im Bimhuis in Amsterdam, im Berliner Pierre-Boulez-Saal, in der Philharmonie von Almaty, im Saygun Culture Center in Izmir sowie auf einer Tour durch China.

## Nachwuchsprogramme
Das Morgenland Festival Osnabrück hat drei Bildungsprogramme ins Leben gerufen:
- In Zusammenarbeit mit der Universität Osnabrück veranstaltet das Festival die Reihe Morgenland im Klassenraum, bei der Musiker des Festivals sich in die verschiedenen Schulen in Osnabrück begeben.
- Die Morgenland Akademie ist ein mehrtägiger Workshop für junge Musiker, der von der Gesellschaft der Freunde Morgenland Festival Osnabrück e. V. veranstaltet wird.
- Der Morgenland Campus entstand in Zusammenarbeit mit dem Institut für Musik der Hochschule Osnabrück; er findet seit November 2019 jährlich als eigenständiger Meisterkurs statt.

## Veranstalter und Förderer
Das Festival ist eine Veranstaltung der Stadt Osnabrück und des Kulturzentrums Lagerhalle Osnabrück. Verschiedene Institutionen und Unternehmen unterstützen das Festival finanziell. Langjährige Förderer sind die Stiftung Niedersachsen, die Niedersächsische Sparkassenstiftung, die Sparkasse Osnabrück, Musikland Niedersachsen, das niedersächsische Kultusministerium, die Musikförderung des NDR, die Kulturstiftung des Bundes, der Landschaftsverband Osnabrücker Land und die Sievert AG.

## Spielstätten
Zu den jährlich wechselnde Spielstätten gehörten bisher unter anderem:
- Lagerhalle Osnabrück
- St. Marien-Kirche
- Dom St. Peter
- OsnabrückHalle
- Kunsthalle Dominikanerkirche
- Aula des Osnabrücker Schlosses

## Auszeichnungen
2009 erhielt der Festivalleiter Michael Dreyer den Praetorius Musikpreis des Landes Niedersachsen in der Kategorie „Internationaler Friedensmusikpreis“.

## Gesellschaft der Freunde Morgenland Festival Osnabrück e. V.
Der gemeinnützige Freundeskreis des Festivals bemüht sich seit 2009 um finanzielle Mittel für die Durchführung flankierender Projekte. Bislang erschienen ist ein Fotodokumentationsband (2005–2009), „10 Jahre Morgenland Festival Osnabrück“, Dokumentationsband (2015), sowie der Dokumentarfilm „Eastern Voices“ als Blu-ray und DVD 2011 bei EuroArts. Im Rahmen des Morgenland Festivals Osnabrück 2022 vergab die Gesellschaft der Freunde Kompositionsaufträge an ausgewählte Künstlerinnen und Künstler, die während des Festivals von der Morgenland All Star Band uraufgeführt wurden. Des Weiteren veranstaltet der Förderverein für seine Mitglieder Ausflüge zu Ausstellungen, Reisen und Konzerte.

## Veröffentlichungen
- 2006 Tehran Symphony Orchestra, live in Osnabrueck (CD)
- 2009 Yulduz Turdieva – The Rising Star of the East (CD)
- 2009 Ibrahim Keivo – The Voice of Ancient Syria (CD)
- 2009 Alim Qasımov & Fərqanə Qasımova – Intimate Dialogue (CD)
- 2009 Salman Gambarov & Bakustic Jazz – Live at Morgenland Festival Osnabrück (CD)
- 2010 Shourouk. Solisten des Morgenland Festival Osnabrück mit der NDR Bigband und dem Osnabrücker Symphonieorchester (CD)
- 2010 Ayshemgul Memet – The Female Voice of Uyghur Muqams and Folksongs (CD)
- Eastern Voices – Morgenland Festival 2006 - 2010 (CD)
- 2010 Alim Qasımov, Fərqanə Qasımova, Yulduz Turdieva, Ibrahim Keivo, Ayshemgul Memet, Salar Aghili Eastern Voices (CD)
- 2010 Eastern Voices (DVD), a documentary by Frank Scheffer and Günter Wallbrecht, erschienen bei EuroArts.
- 2012 Letters to a Homeland – Hewar featuring Jivan Gasparyan, Rony Barrak, Morgenland Chamber Orchestra, Andreas Müller (CD)
- 2014 Songs without Frontiers - Episodes from Morgenland Festival Osnabrück (DVD), Günter Wallbrecht, erschienen bei Stingray Djazz
- 2016 Aragats. The Arrival mit Jivan Gasparyan Jr., Armen Hyusnunts, Vahagn Hayrapetyan, Alex Baboian (CD)

alle CDs sind erschienen bei Dreyer-Gaido Musikproduktionen.

## Auftragskompositionen (Auswahl)
- Franghiz Alizadeh: Deyishme für Kontrabass, Tabla und Orchester. Uraufführung 2005, Nabil Shehata (Bass), Sankha Chatterjee (Tabla), Kammerakademie Potsdam, Ltg. David Geringas
- Nader Mashayekhi: fié ma fié III für Gesang und Orchester. UA 2006, Salar Aghili, Tehran Symphony Orchestra, Ltg. Nader Mashayekhi
- Saed Haddad: Alternative world-versions für Klavier und Orchester. UA 2007, Saleem Abboud Ashkar (Klavier), Münchner Rundfunkorchester, Ltg. Frank Cramer
- Cymin Samawatie: Vocal Diary. UA 2007, Cymin Samawatie Trio
- Nader Mashayekhi: Moulana für Gesang und Orchester. UA 2008, Salar Aghili, Münchner Rundfunkorchester, Ltg. Frank Cramer
- Nouri Iskandar: Alkhareef (Herbst) – Am Rande der Kälte. UA 2009, Ibrahim Keivo (Gesang), Morgenland Chamber Orchestra, Leitung: Nader Mashayekhi
- Kinan Azmeh: Fantasy in three characters. UA 2010, Kinan Azmeh (Klarinette), Ibrahim Keivo (Gesang), Osnabrücker Symphonieorchester, Ltg. Hermann Bäumer

## Dokumentationen
- 2007 A Passage to Iran, Dokumentarfilm von Amir Hossein Ahooie
- 2007 Unisono, Dokumentarfilm von Frank Scheffer & Lucas van Woerkum
- 2008 From Tehran Underground to Osnabrück. One night with the Iranian Rockband DA-SH, Dokumentarfilm von Shahriyar Ahadi
- 2010 Eastern Voices, Dokumentarfilm von Frank Scheffer und Günter Wallbrecht
- 2010 Road to Osnabrück, Dokumentarfilm von Mukaddas Mijit
- 2014 Songs without Frontiers, Dokumentarfilm von Günter Wallbrecht